# The Sunday Business Post
The Sunday Business Post est un journal national irlandais publié par Post Publications Limited.